# ジョゼフィーナ・シフ
ジョゼフィーナ・イリーニチナ・シフ（ロシア語: Жозефина Ильинична Шиф, ラテン文字転写: Zhozefina Ilinichna Shif、1904年 1月4日- 1978年 11月16日）は、ソビエト連邦の心理学者、教育学者。教育学博士。

## 生涯
ワルシャワ出身。レニングラード教育学研究所においてヴィゴツキーの指導を受け、子どもの科学的概念の形成過程を社会科学的教材を用いて研究し、ロシア学習心理学において初めて学習過程における生徒の科学的概念の習得を解明した。高次精神機能発達研究の黎明でもあった。生徒における生活概念の発達を研究した。言語による思考の形成について成果を挙げた。生徒たちにとっては比較される事物、現象のうちに相違点か類似点のいずれか一方だけを認識することの方が容易であり、逆に相違点と類似点を共に、あるいは一般的なものと特殊的なものとを共に看て取ることは困難であることを発見した。さらに、障害学研究所員としても活動し 、障害学研究にあっては、聴覚障害者と知的障害児の思考と言語の発達、特に、聴覚障害者に対する言語教育の理論と実践について追究した。大祖国戦争の際には、脳損傷等の機能喪失者の回復に関する事業に参加した。教育大学のための聴覚障害児の心理学に関する入門プログラムの作成に参加した。

## 論文
- 「比較の心理学によせて」（1941年）
- 「聾児と聴児における色の概念の発達」（1962年）
- 「知的障害児の思考の具体性について」（1966年）（邦訳、山口薫編訳、ソビエト心理学研究会『ソビエト心理学研究』第4号1967年[8]）

## 著書
- 『生活的概念と科学的概念の発達』（1933年）
- 『学童における科学的概念の発達』（1935年）
- 『ロシア語一覧表』（1947年）
- 『聾唖生徒のロシア語習得の心理概説』（1954年）
- 『補助学校生徒の知的発達の特性』（編著）（1965年）（抄訳『精神遅滞児の言語と思考』：山口薫・佐藤芳男共訳、教育出版、1981年）
- 『聾児における言語の習得と思考の発達』（1968年）